# Głos Zakopiański
Głos Zakopiański. Pismo tygodniowe, społeczno-ekonomiczne i kulturalno-oświatowe – tygodnik wychodzący w Zakopanem w latach 1923-1927. Jedno z dłużej wychodzących czasopism zakopiańskich.

## Historia
Redaktorem naczelnym i wydawcą czasopisma był Maksymilian Skibiński (wyjątek stanowiły cztery numery z 1926, kiedy to redaktorem naczelnym był Karol Stryjeński). Redaktorami byli również Krystyna Brudzińska i Karol Kwaśniewski. W początkowej fazie istnienia tygodnik był nieoficjalnym organem Gremium Właścicieli Pensjonatów, Hoteli i Restauracyj w Zakopanem i związany był z Tymczasową Komisja Uzdrowiskową. W połowie 1924 redakcja uzależniła się wyłącznie od Tymczasowej Komisji Uzdrowiskowej i publikowała listę gości w zamian za dotacje.

## Charakter
W warstwie publicystycznej dominowała tematyka lokalna - ekonomiczna i społeczna, związana w dużej mierze z działalnością pensjonatową, obrazująca też stosunki na linii Gmina - Komisja Uzdrowiskowa. Publikowano recenzje sztuk teatralnych oraz występów muzycznych, jak również materiały na temat działalności organizacji kulturalnych. Obszerną zawartością dysponował dział informacji lokalnych, ale wiadomości turystyczne były raczej skąpe. Oprócz redaktorów na łamach czasopisma swoje prace publikowali m.in.: Ignacy Bujak, Józef Diehl, Józef Fedorowicz, Jan Kasprowicz, Edward Kłoniecki, Stefania Laudyn-Chrzanowska, Marian Liberak, Kornel Makuszyński, Rafał Malczewski, Tadeusz Mischke, Helena Roj-Rytardowa, Artur Seelieb, Stanisław Ignacy Witkiewicz i Juliusz Zborowski. 

## Statystyka
Pismo drukowano kolejno w: 
- drukarni Polonia w Zakopanem (1923),
- Lublinie (1924, numery 3 i 4),
- drukarni Głosu Narodu w Krakowie (od 1924 do końca)[1].

Ukazały się 143 numery (804 strony dużego formatu):
- 14 w 1923,
- 45 w 1924,
- 46 w 1925,
- 29 w 1926,
- 6 w 1927[1].